# Бунаково (Владимирская область)
Бунаково — деревня в Александровском районе Владимирской области, входит в состав Андреевского сельского поселения. Бывшее имение Графов Ивановых. На 12 июня 1916 года в селе проживало 110 крестьян. Сохранился барский дом, в котором живут прямые наследники Графского рода.

## География
Деревня расположена в 11 км на запад от центра поселения села Андреевское и в 7 км на восток от Александрова.

## История
Село Бунаково было государевым дворцовым селом. Церковь Покрова Святой Богородицы в селе Бунакове была занесена в патриаршие окладные книги под 1628 годом. По писцовым книгам 1675-76 годов при этой церкви значатся «двор попов, дьячков, пономарев, пашни церковной 12 чети в поле, сена 15 копен, приходских дворов 4 крестьянских и 3 бобыльских». В 1708 году село Бунаково и церковь в нем сгорела, у прихожан не было средств построить новую, поэтому им уступлена была безденежно церковь из села Далматова, оказавшаяся там излишней после постройки новой церкви. Во второй половине XVIII века — неизвестно на чьи средства построен в Бунакове каменный храм, антиминс в этом храме освящен в 1779 году. В 1865 году по высочайшему указу Село и все близлежащие деревни были переданы в имение Графу Константину Иванову. В 1866 году в храме устроен теплый придел, так что в настоящее время престолов было два: в холодной в честь Покрова Пресвятой Богородицы, а в приделе теплом во имя святого пророка Илии. Приход состоял из села Бунакова и деревни Юренина. В годы Советской Власти эта церковь была полностью разрушена. В 1859 году в селе числилось 24 двора. На данный момент в деревне проживают потомки графа — Ивановы.
В конце XIX — начале XX века село входило в состав Александровской волости Александровского уезда.
С 1929 года деревня входила в состав Ивано-Соболевского сельсовета Александровского района, позднее — в составе Елькинского сельсовета.

## Население
| 1859 | 1905 | 1926 | 2002 | 2010 | 2021 |
| ---- | ---- | ---- | ---- | ---- | ---- |
| 161  | ↗176 | ↘154 | ↘0   | →0   | ↗24  |